# أنتيغوا (لاس بالماس)
بلدية أنتيغوا (بالإسبانية: Antigua) هي بلدية تقع في مقاطعة لاس بالماس التابعة لمنطقة جزر الكناري جنوب غرب إسبانيا.

## الديموغرافيا
بلغ عدد سكان بلدية أنتيغوا 10.600 نسمة عام 2011 (وفقاً للمعهد الوطني للإحصاء الإسباني).
| 3.004 | 4.240 | 6.543 | 7.578 | 9.204 | 10.371 | 10.600 |